# Car Yao
Car Yao (尧 ili 堯, Yáo) bio je vladar Kine, jedan od petorice prvotnih careva.
Njegovo je osobno ime bilo Fangxun (放勳). Bio je sin cara Kua i carice Qingdu te polubrat Houjija i Zhija. 
Prema legendi, Yao je postao car kad je imao 20 godina. Vlast je predao Shunu. S ljubavnicom San Yi Yao je imao sina Danzhua.